# قلعة المهالبة

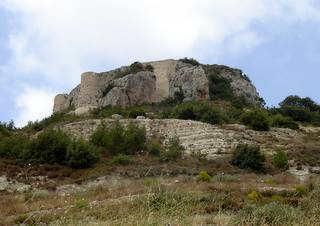
منظر لقلعة المهالبة، سوريا

قلعة المهالبة أو حصن بلاطنس هي قلعة في سورية تقع على قمة أحد الجبال العالية قرب اللاذقية على ارتفاع 750 متراً، على بعد 40 كم شرق الساحل السوري. وهي تقع قرب قرية المهالبة، وفي منطقة القرداحة.

## التاريخ
بنُيت القلعة للمرة الأولى بواسطة بني الأحمر في القرن الحادي عشر الميلادي، ثم احتلتها الإمبراطورية البيزنطية عام 1031م وأكملوا بناءها. قاومت القلعة العديد من الهجمات والأضرار التي تعرضت لها خلال الفترة التي تلت ذلك، وانتقلت من يد البيزنطيين إلى بني صليعة ثم إلى الفرنجة، حتى استسلمت أخيراً لصلاح الدين الأيوبي في عام 1188م. وفي عام 1194م أصبحت تابعة لابنه "الأزهر الغازي"، أمير حلب. ثم انتتقلت إلى يد أسرة منكوس عام 1260م. وانتقلت لاحقاً إلى يد المماليك، حيث قام بترميمها الظاهر بيبرس عام 1269، ثم أخذها سنقر الأشقر. وبعدها سقطت في يد السلطان قلاوون المملوكي عام 1285م. وتعرضت القلعة لزلزال مدمر في نهاية سنة 1408م أدى إلى تهدمها وبعد ذلك هُجرت ولم يعد يسكنها أحد.
تضررت القلعة كثيراً مع الزمن ويتم ترميمها حالياً من قبل الهيئة العامة للآثار في سوريا، وقد كشف الترميم عن بعض الآثار والنقوش فيها، مثل نقش حجري لتشييد جامع في عهد الملك سُنقر الأشقر.

## وصف القلعة
جدرانها الخارجية تطوّق القلعة عظيمة الحجم، والتي تتضمن صهاريج وغرفاً تحت الأرض إضافة إلى بعض القناطر والأبراج. الطريق الوحيد في القلعة الذي يوصل إلى الأرض خارجها هو عبر الجزء الجنوبي من ممر ضيّق فيها. ويرتبط هذا الممر بطريق مرصوف يوصل إلى القلعة من مكانين، القرداحة من الغرب و«جوبت البلغار» من الشرق .